# Elsa, Elsa
Pour plus de détails, voir Fiche technique et Distribution.
Elsa, Elsa est un film français réalisé par Didier Haudepin et sorti en 1985.

## Fiche technique
- Titre : Elsa, Elsa
- Réalisation : Didier Haudepin
- Scénario :  Didier Haudepin, Alain Le Henry et Sandra Álvarez de Toledo
- Décors : Jacques Rouxel
- Musique : Éric Le Lann
- Son : Antoine Ouvrier
- Montage : Yves Deschamps
- Production : Bloody Mary Productions - Films A2
- Pays :  France
- Distributeur : Forum Distribution
- Durée : 80 minutes
- Date de sortie : France - 23 octobre 1985

## Distribution
- François Cluzet : Ferdinand
- Lio : Elsa n°1
- Tom Novembre : Félix
- Catherine Frot : Juliette
- Christine Pascal : la "vraie" Elsa
- Maxime Mansion : Ferdinand à 8 ans
- Anne Letourneau : Yvonne, la star de "Tendre Belvédère"
- Romain Bouteille : Nénesse, le machino
- Amanda Langlet : Lulu, la fée de bois
- Jean-Paul Roussillon : Albert, le producteur
- Roland Amstutz : René Cléton, le régisseur
- Marc Berman : Charles, le metteur en scène
- Jean-Quentin Châtelain : le régisseur adjoint
- Jean-Pierre Darroussin : Geof, fils d'Albert
- Basilio Franchina : Luigi, le scénariste italien
- Didier Haudepin : Antoine, le père de Ferdinand
- Jean-Claude Romer : l'ingénieur du son 1960
- Yann Le Bourdiec : Geof, enfant

## Critiques
Pour le magazine Télé 7 jours, Elsa, Elsa est « un certain regard sur le monde des adultes et du spectacle. De l'émotion mais peu de maîtrise. À voir éventuellement. ».